# Alexandre Lecroc
 (juin 2012).
Si vous disposez d'ouvrages ou d'articles de référence ou si vous connaissez des sites web de qualité traitant du thème abordé ici, merci de compléter l'article en donnant les références utiles à sa vérifiabilité et en les liant à la section « Notes et références ».
Alexandre Lecroc est un comédien, conteur, auteur et metteur en scène français né le 10 juin 1985 à Rennes.

## Biographie
Alexandre Lecroc s'est formé à l'École professionnelle supérieure d'art dramatique de Lille dirigée par Stuart Seide. Pendant ses trois années de formation, il a notamment eu l’occasion de travailler aux côtés de Didier Galas, Anton Kouznetsov, Didier Kerckaert, Vincent Goethals, Gloria Paris, Jean Paul Wenzel, Julien Roy, Gilberte Tsaï et Hassane Kassi Kouyaté qui lui fait découvrir l’art du conte. Sous son impulsion et avec la compagnie Rêvages, il participe à la création collective de Petit Bodiel et autres contes.
Parallèlement, en 2009 il rencontre Eva Vallejo et Bruno Soulier de la compagnie Interlude T/O, avec qui il crée la pièce Dehors peste le chiffre noir de Katrin Röggla.
L’année suivante, il participe à la création de la première pièce de François Bégaudeau, Le Problème, aux côtés d’Emmanuelle Devos, de Jacques Bonnaffé, d’Anaïs Demoustier et sous la direction d’Arnaud Meunier.
Il multiplie également les aventures chorales avec notamment le collectif « Si vous pouviez lécher mon cœur » avec lequel il crée Gênes 01 de Fausto Paravidino, puis Tristesse animal noir, de Anja Hilling.

## Théâtre

### Comme comédien
- 2007 : Les Visionnaires de Desmarets de Saint-Sorlin, mise en scène Thiphaine Raffier
- 2008 : Avant-scènes, petites formes, mise en scène Laurent Hatat et Nicolas Ory, Théâtre du Nord
- 2008 : Quel est l'enfoiré qui a commencé le premier ? de Dejan Dukovski, mise en scène Stuart Seide, Nouveau Théâtre de Montreuil, Théâtre du Nord
- 2009 : Genes 01 de Fausto Paravidino, mise en scène Julien Gosselin, Théâtre du Nord
- 2009 : Petit Bodiel et autres contes d'Amadou Hampate Ba, création collective (tournée) Cie Rêvages
- 2009 : Dehors peste le chiffre noir de Katrin Röggla, mise en scène Eva Valejo et Bruno Soulier, Théâtre du Nord, Théâtre du Rond-Point, Le Quai(Angers)
- 2011 : Le Problème de François Bégaudeau, mise en scène Arnaud Meunier, Théâtre du Rond-Point, Théâtre Marigny, Théâtre du Nord, Théâtre de Nice
- 2011 : Tristesse animal noir d'Anja Hilling, mise en scène Julien Gosselin, Théâtre de Vanves, Théâtre du Nord
- 2013 : Les particules élémentaires de Michel Houellebecq, mise en scène Julien Gosselin, Festival d'Avignon, Théâtre du Nord, Théâtre de Vanves
- 2016 : "2666" de Roberto Bolano, mise en scène de Julien Gosselin, Festival d'Avignon, Odéon atelier Bertiers

### Comme dramaturge
- 2007 : Le petit rien qui voulait le grand tour, Théâtre de rue itinérant (Lille, Brest, Rennes...), Cie des Saturnales
- 2009: Un récit de l'impuissance, mise en scène Sarah Lecarpentier
- 2012: Les Chroniques d'une ville de province, spectacle de conte

### Comme metteur en scène
- 2006 : La Désinvolture d'Hélène Parlemin, Cie La Maryck, Théâtre Darius Milhaud